# Иглодержатель
Иглодержатель — это хирургический инструмент, который используется для проведения хирургической иглы через ткани при наложении швов.

## Материалы и устройство
Для изготовления иглодержателя используют медицинскую нержавеющую сталь.
Рабочие части иглодержателя называются бранши. Их конструкция может быть цельной, или в виде съемных деталей из мягких сплавов. Специальный замок, кремальера, фиксирует рукоятки иглодержателей в заданном положении. У некоторых видов иглодержателей кремальера отсутствует, а рукоятки фиксируются рукой. Например, иглодержатели без замка используются при работе с атравматической иглой. Для удобства выполнения необходимых манипуляций рукоятки обычно заканчиваются кольцами.
Большинство конструкций иглодержателей овальной формы и с одинаковыми параметрами. Существуют модели, в которых кольцо для большого пальца имеет сравнительно большие размеры, а рукоятка несколько короче.

## Классификация по назначению
- Иглодержатель Гегара — классический прямой иглодержатель. Он имеет различную длину и ширину ручек и даже разную насечку на браншах.
- Иглодержатель Кодивиллы используется для удержания прямых хирургических игл при сшивании сухожилий. Он имеет сложную форму одной из рукояток, что повышает функциональность инструмента.
- Иглодержатель Барракера применяется в глазной микрохирургии. Он отличается наличием полусферических углублений на концах внутренних поверхностей браншей, благодаря этому игла может удерживаться под любым углом к оси.
- Иглодержатель Занда служит для работы с глазной хирургической иглой в ходе наложения швов. Он представляет собой сочетание пинцета с зажимом, при этом одна бранша инструмента является для них общей.
- Иглодержатель Лангенбека — это иглодержатель со свинцовыми накладками на рабочих губках, что обеспечивает более надежную фиксацию иглы.
- Иглодержатель Матье используется для удержания хирургической иглы при наложении шва. Он снабжен пружинистыми рукоятками и кремальерным замком, который размыкается при дальнейшем сжатии рукоятки.
- Иглодержатель Троянова служит для удержания хирургической иглы при наложении швов. Кремальера расположена на конечной части рукояток, поэтому расстегивание её осуществляется V пальцем руки.
- Иглодержатели Троянова и Матье имеют такую конструкцию рукояток, фиксация которых осуществляется кистью. Кремальера инструмента при этом упирается в ладонь хирурга, что не исключает возможность повреждения хирургических перчаток и риск травмы. Данный недостаток затрудняет использование в хирургии данного типа иглодержателей.
- Иглодержатель Кастровьехо используется в сосудистой хирургии. На фото иглодержатель Кастровьехо — внизу.